# Podhráz

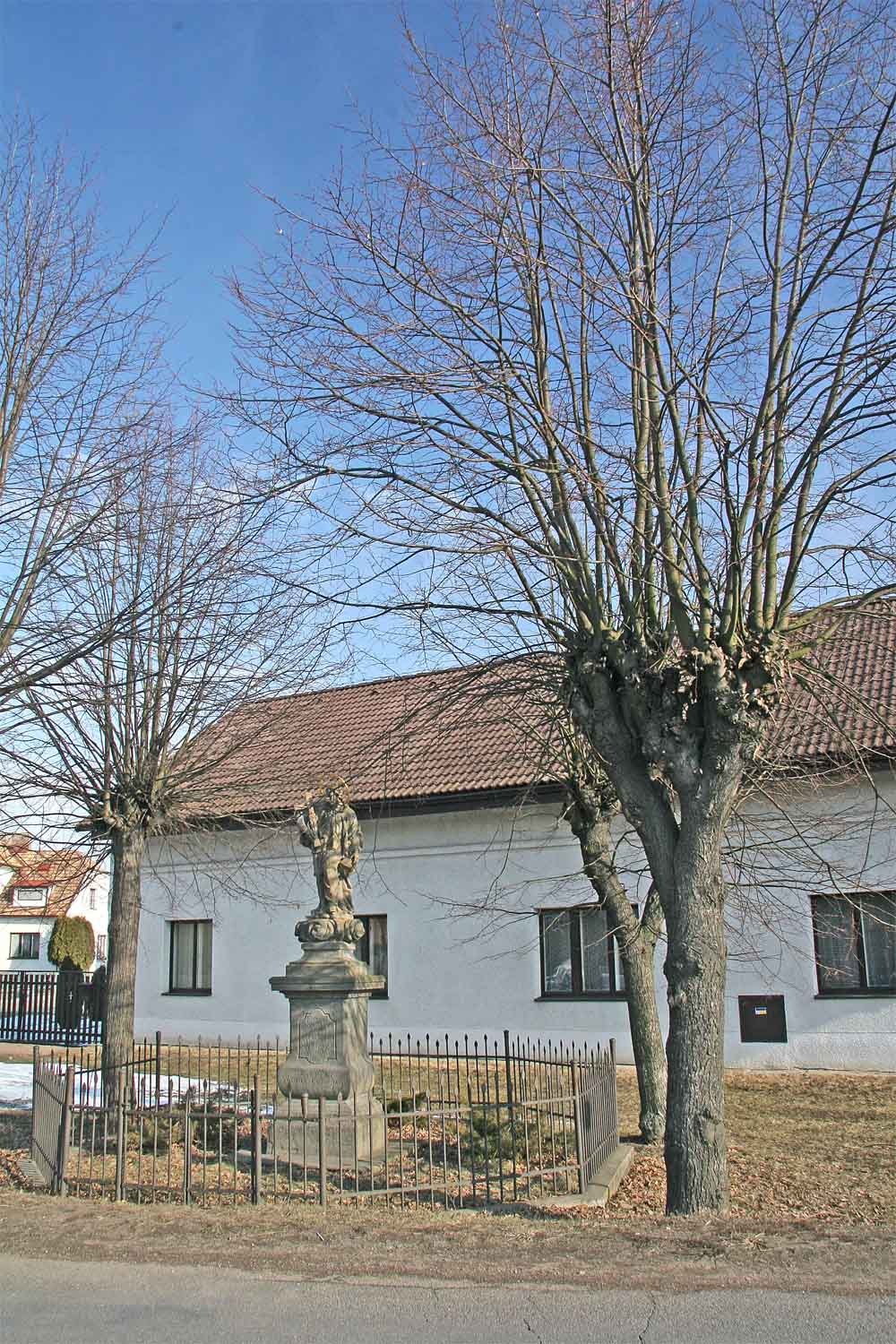
Statue des hl. Johannes von Nepomuk

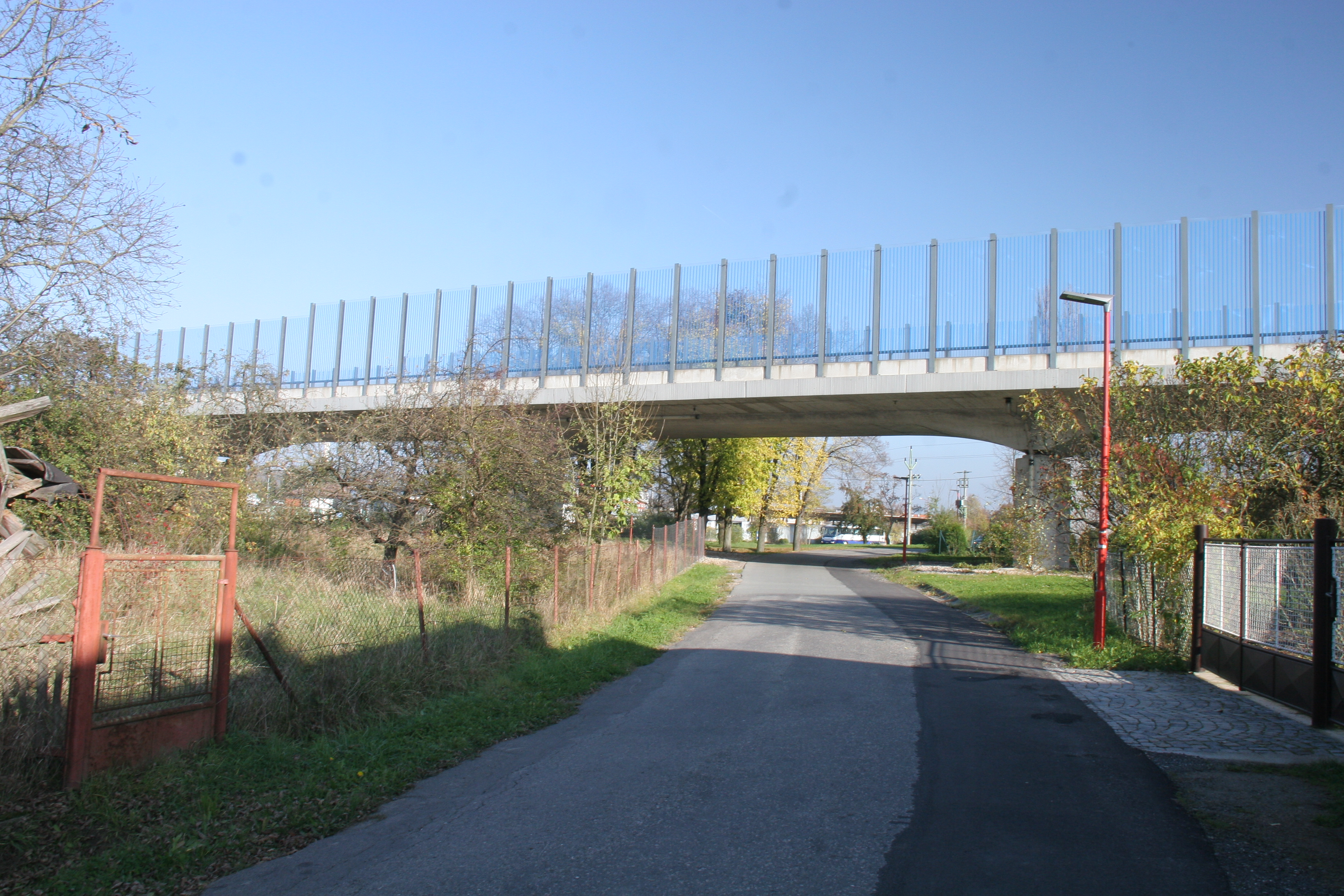
Brücke der Staatsstraße I/35

Podhráz (deutsch Podhras, auch Podhraz) ist ein Ortsteil der Stadt Holice in Tschechien. Er liegt unmittelbar westlich von Holice und gehört zum Okres Pardubice.

## Geographie
Podhráz befindet sich in der Pardubická kotlina (Pardubitzer Becken). Die Ansiedlung liegt unterhalb der Einmündung des Baches Poběžovický potok zu beiden Seiten des Ředický potok und bildet die östliche Fortsetzung des Dorfes Horní Ředice. Nordöstlich erhebt sich die Homole (264 m n.m.), im Südwesten der Chvalák (263 m n.m.). Östlich von Podhráz verläuft die Staatsstraße I/35/E 442 zwischen Hradec Králové und Holice, südlich die Staatsstraße I/36 zwischen Sezemice und Holice.
Nachbarorte sind Vysoké Chvojno, Hluboký und Podlesí im Norden, Pod Homolí im Nordosten, Holice im Osten, Roveňsko im Süden, Komárov, Lány u Dašic, Velké Koloděje und Kladina im Südwesten, Horní Ředice im Westen sowie Chvojenec im Nordwesten.

## Geschichte
Die erste schriftliche Erwähnung der unterhalb des Dammes des Holitzer Teiches gelegenen Mühle Podhraz erfolgte 1789.
Im Jahre 1835 bestand die im Chrudimer Kreis gelegene Einschicht Podhraz aus einer zweigängigen Mühle und war nach Holitz konskribiert. Pfarrort war Holitz. Um die Mühle entstand im Zuge des starken Wachstums der Gemeinde Ředice eine Ansiedlung. Bis zur Mitte des 19. Jahrhunderts blieb Podhraz der k.k. Kameralherrschaft Pardubitz untertänig.
Nach der Aufhebung der Patrimonialherrschaften bildete Podhráz ab 1849 einen Ortsteil der Stadt Holice im Gerichtsbezirk Holitz. Ab 1868 gehörte die Ansiedlung zum politischen Bezirk Pardubitz. 1869 hatte Podhráz bereits 212 Einwohner und bestand aus 48 Häusern. Der Holitzer Teich wurde in der zweiten Hälfte des 19. Jahrhunderts trockengelegt. Zum Ende des 19. Jahrhunderts wurde die Ansiedlung als Podhráze bezeichnet. Im Jahre 1900 lebten in Podhráz 263 Menschen, 1910 waren es 259. 1930 hatte die Ortschaft 222 Einwohner. Im Jahre 1949 wurde Podhráz dem Okres Holice zugeordnet, seit 1960 gehört der Ort wieder zum Okres Pardubice. Beim Zensus von 2001 lebten in den 55 Häusern von Podhráz 146 Personen.

## Gemeindegliederung
Der Ortsteil Podhráz ist Teil des Katastralbezirkes Holice v Čechách.

## Sehenswürdigkeiten
- Statue des hl. Johannes von Nepomuk